# Verrius Flaccus
Marcius Verrius Flaccus (circa 55 v.Chr. - 20 n.Chr.) was een Romeins grammaticus en leraar onder de keizers Augustus en Tiberius.

## Levensloop
Flaccus was een vrijgelatene waarvan zijn meester vaak wordt geïdentificeerd met Verrius Flaccus, die een autoriteit was in het rechtswezen van de godsdienst. Omwille van chronologische redenen wordt er echter verondersteld dat zijn werkelijke meester Verianus Flaccus, een schrijver op het gebied van de priesterlijke waarzeggerij, moet zijn geweest (Teuffel-Schwabe, Hist. of Roman Lit. 199, 4). Door zijn uitzonderlijke kwaliteiten steeg zijn naam in aanzien en mocht hij zelfs de kleinzonen van Augustus, Gaius en Lucius, onderwijzen en opvoeden. Hij verhuisde naar het paleis van Augustus en kreeg een aanzienlijke vergoeding, mits hij geen nieuwe leerlingen zou aannemen. Tijdens de regeerperiode van Tiberius overleed hij op een waardige leeftijd (Suetonius, De Grammaticis, 17). Een gedenkmonument werd voor hem opgericht te Praeneste, waarin gedeeltes van zijn Fasti werden gegrift.

## Werken
Naast leraar was Flaccus vooral een erudiet filoloog en oudheidkundig wetenschapper. Zijn belangrijkste werk, De Verborum Significatu, was het eerste omvangrijke alfabetische Latijnse woordenboek. Alhoewel er slechts enkele excerpten hiervan zijn overgeleverd, fungeerde het als basis voor Sextus Pompeius Festus' uitgebreide samenvatting van dit werk, wiens inspanningen later Paulus Diaconus onder Karel de Grote opnieuw samenvatte. Van de kalender van Romeinse festivals (Fasti Praenestini), welke in marmer was ingegrift en op het forum van Praeneste viel te bewonderen, zijn sommige fragmenten bewaard gebleven en in 1771 op enige afstand van de plaats herontdekt. In 1778 werden in Praeneste zelf nog enige overblijfselen van de inscripties aangetroffen.
Andere verloren werken van Marcius Verrius Flaccus zijn onder meer:
- De Orthographia: De Obscuris Catonis, een toelichting op de rariteiten in de geschriften van Cato de Oudere
- Saturnus, waarin Romeinse rituelen werden besproken
- Rerum memoria dignarum libri, een encyclopedisch werk dat veel werd geraadpleegd door Plinius de Oudere
- Res Etruscae, waarin waarschijnlijk de kunst van het waarzeggen werd toegelicht.